# Буслаєво (Нижньогородська область)
Буслаєво (рос. Буслаево) — присілок в Воскресенському районі Нижньогородської області Російської Федерації.
Населення становить 38 осіб. Входить до складу муніципального утворення Глуховська сільрада.

## Історія
Від 2009 року входить до складу муніципального утворення Глуховська сільрада.

## Населення
| 1999 | 2002 | 2010 |
| ---- | ---- | ---- |
| 74   | ↘70  | ↘38  |